# (21821) Billryan
(21821) Billryan est un astéroïde de la ceinture principale.

## Description
(21821) Billryan est un astéroïde de la ceinture principale. Il fut découvert le 12 octobre 1999 à la station Anderson Mesa par le programme LONEOS. Il présente une orbite caractérisée par un demi-grand axe de 2,94 UA, une excentricité de 0,08 et une inclinaison de 2,9° par rapport à l'écliptique.

## Compléments